# Campeonato Paraibano 1937
In 1937 werd het 28ste Campeonato Paraibano gespeeld voor voetbalclubs uit de Braziliaanse staat Paraíba. De competitie werd georganiseerd door de Federação Paraibana de Futebol en werd gespeeld van 18 april tot 26 december. Botafogo werd kampioen.

## Eindstand
| Plaats | Club        | Wed. | W | G | V  | Saldo | Ptn. |
| ------ | ----------- | ---- | - | - | -- | ----- | ---- |
| 1.     | Botafogo    | 12   | 8 | 2 | 2  | 29:8  | 18   |
| 2.     | Felipéia    | 12   | 6 | 2 | 4  | 18:15 | 14   |
| 2.     | Sol Levante | 12   | 6 | 2 | 4  | 17:17 | 14   |
| 2.     | União       | 12   | 6 | 2 | 4  | 17:17 | 14   |
| 2.     | Sport       | 12   | 6 | 2 | 4  | 13:17 | 14   |
| 6.     | Palmeiras   | 12   | 2 | 5 | 5  | 16:18 | 9    |
| 7.     | Pytaguares  | 12   | 0 | 1 | 11 | 6:24  | 1    |

|  | Kampioen |

### Kampioen
| Campeonato Paraibano de 1937 |
| Paraiba                      |
| ---------------------------- |
| BOTAFOGO Kampioen (2° titel) |